# Plac Rabina (Tel Awiw)

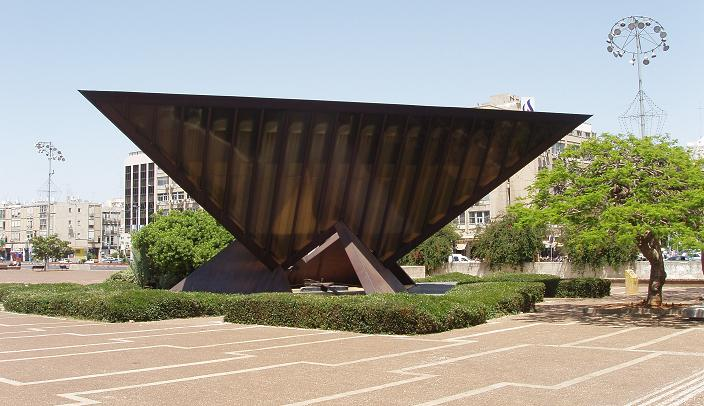
Pomnik Holocaustu na Placu Rabina

Plac Rabina (hebr. כיכר רבין, Kikar Rabin) jest placem, który znajduje się w osiedlu Centrum Tel Awiwu w Tel Awiwie, w Izraelu. Pierwotnie nosił on nazwę Placu Królów Izraela, jednak w 1995 nazwę zmieniono na obecną, oddając w ten sposób cześć zamordowanemu premierowi Icchakowi Rabinowi.

## Położenie
Plac znajduje się przy ulicy Ibn Gabirol, na południe od Ratusza Tel Awiwu. Ma kształt prostokąta, od którego odchodzą następujące ulice: w kierunku południowym Ibn Gabirol i Sederot Hen, w kierunku zachodnim Frishman, Gordon i Ben Gurion, w kierunku północnym Ibn Gabirol, w kierunku wschodnim Zeitlin, David Ha-Melech i Bloch.

## Historia
W okresie Brytyjskiego Mandatu Palestyny w miejscu tym znajdowały się sady. Gdy w latach 20. XX wieku Patrick Geddes opracował plan rozwoju Tel Awiwu, przewidział stworzenie w tym miejscu dużego placu publicznego. Dlatego pod koniec lat 40. rozpoczęto usuwanie sadu i przystąpiono do równania terenu pod budowę placu miejskiego. W północnej części planu znajdował się zbiornik ziemny do nawadniania sadu, który przebudowano w pierwszy basen kąpielowy w mieście. Korzystała z niego młodzież szkolna oraz różne stowarzyszenia sportowe.
W latach 50. architekt Menachem Cohena przygotował projekt Ratuszu Miejskiego, który miał powstać przy największym miejskim placu. Plac ten miał pełnić funkcje centralnego punktu dla imprez, zlotów, pokazów, festiwali i uroczystości państwowych odbywających się w mieście. Nad tym placem miała górować bryła nowoczesnego ratusza. Przebieg uroczystości politycy mogli obserwować z najwyższych pięter ratusza. Według pierwotnego planu, wejście do ratuszu miało znajdować się od strony placu.
Przed oddaniem ratusza do eksploatacji, w 1965 ukończono budowę placu. Podczas budowy ratusza zlikwidowano basen kąpielowy. W 1974 w południowej części placu wystawiono Pomnik Holocaustu.

## Wykorzystanie placu

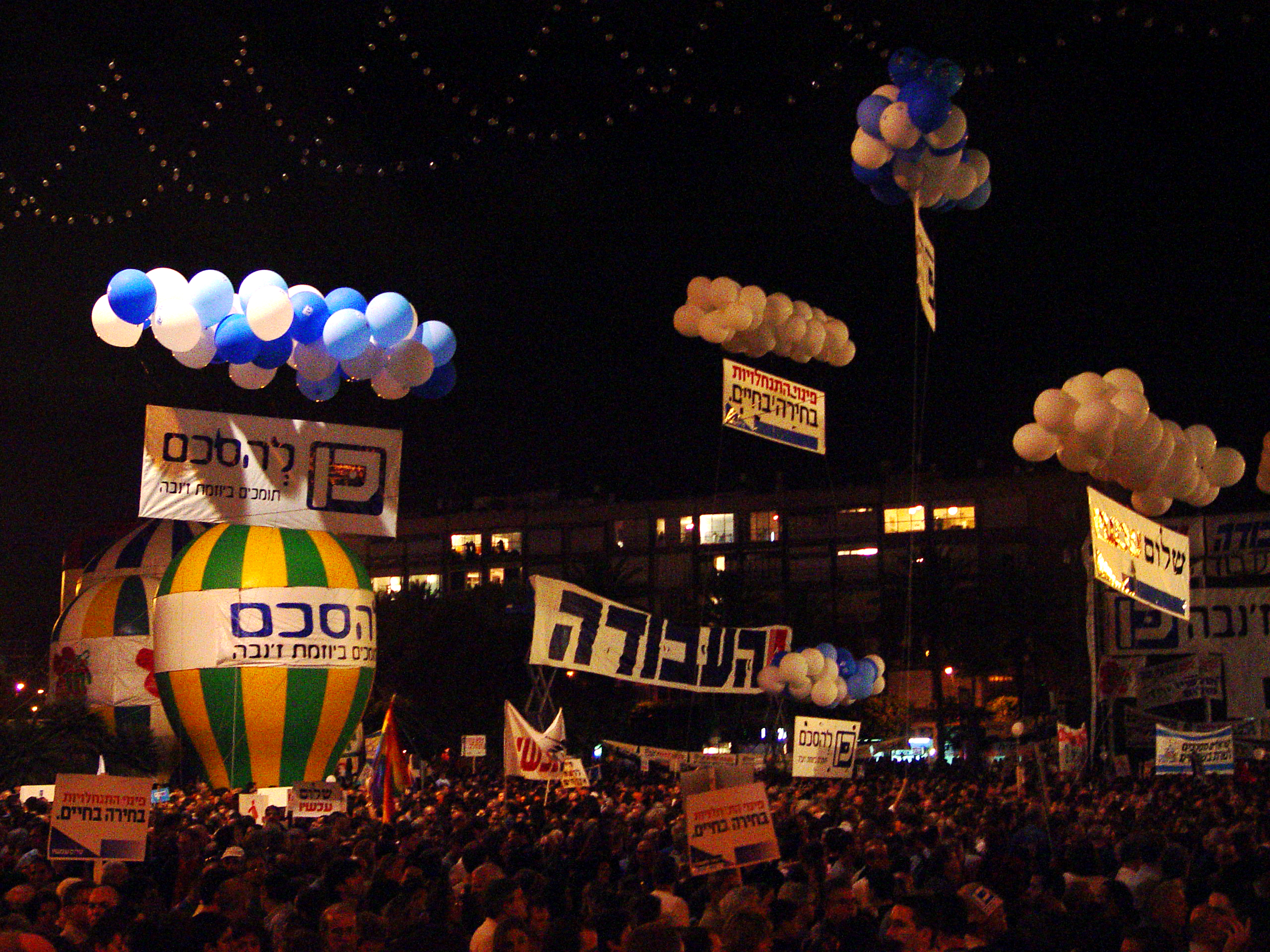
Demonstracja poparcia Inicjatywy genewskiej (2004)

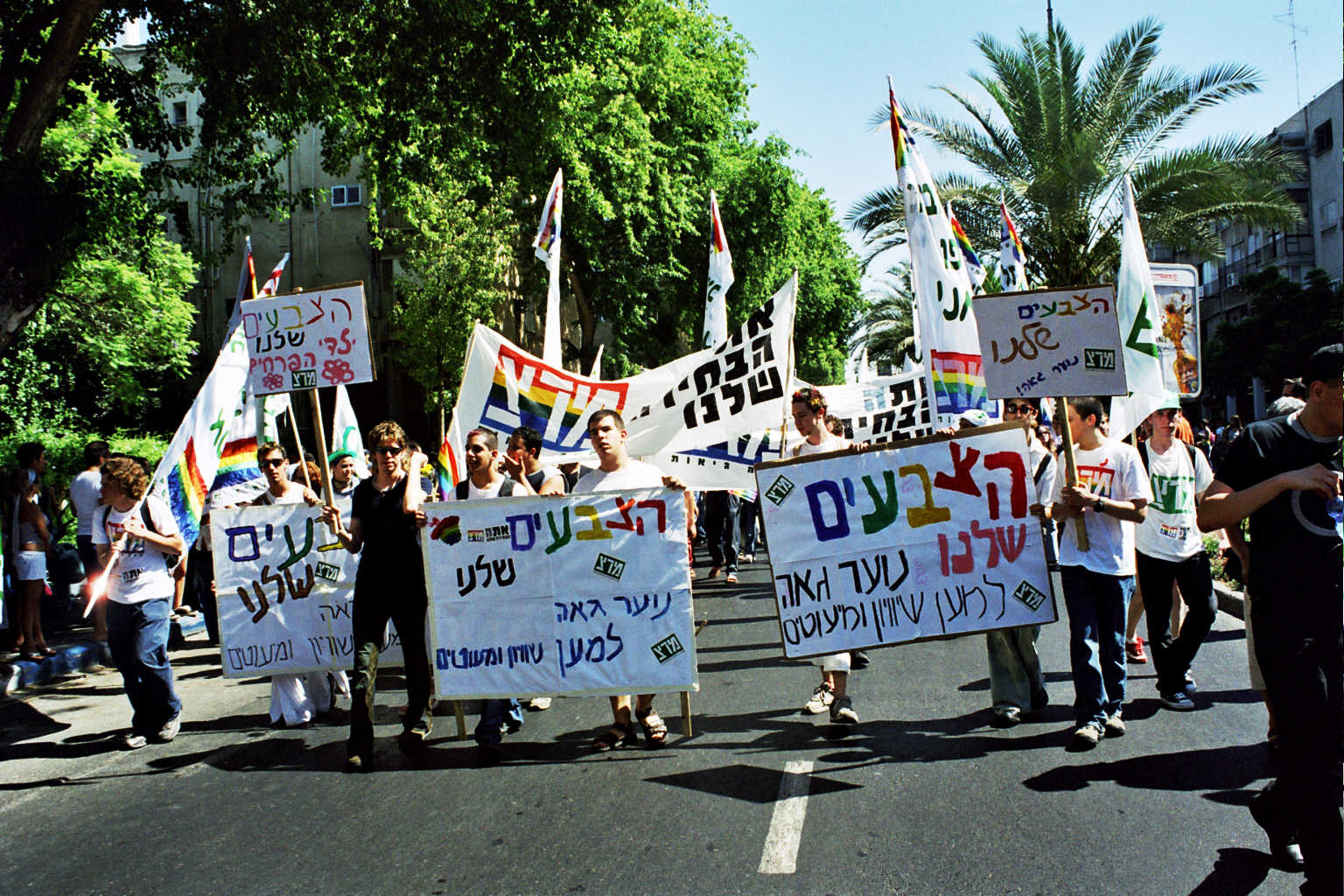
Gay pride w Tel Awiwie (2003)

Na placu odbywają się liczne uroczystości państwowe, ale także wiece, festyny, targi lub różnorodne manifestacje.
Na placu znajduje się pomnik Holocaustu.

### Historyczne wydarzenia na placu
- 7 kwietnia 1977 – przywitanie klubu koszykarskiego Maccabi Tel Awiw, który po raz pierwszy zdobył Puchar Europy. Tłum ludzi świętował na placu przez całą noc.
- 25 września 1982 – ruch polityczny Pokój Teraz zorganizował wielką manifestację w proteście po masakrze w Sabrze i Szatili. Media podały, że w manifestacji uczestniczyło 400 tys. ludzi (w rzeczywistości było mniej niż 200 tys.).
- 4 listopada 1995 – manifestacja poparcia dla Porozumienie z Oslo. Podczas tej pokojowej demonstracji żydowski nacjonalista Jigal Amir zamordował premiera Icchaka Rabina.
- 22 maja 1998 – na maszcie na placu zawisła tęczowa flaga, jako symbol protestu w walce gejów i lesbijek o równe prawa.
- 11 sierpnia 2005 – manifestacja z udziałem 200-250 tys. ludzi w proteście przeciwko rządowemu planowi wycofania się ze Strefy Gazy.
- 12 listopada 2005 – wielka pokojowa manifestacja w 10. rocznicę zabójstwa Icchaka Rabina. W manifestacji wziął udział były prezydent Stanów Zjednoczonych Bill Clinton. Demonstranci wzywali rząd do wznowienia procesu pokojowego.
- 31 sierpnia 2006 – manifestacja wzywająca do uwolnienia porwanych izraelskich żołnierzy Ehuda Goldwassera, Eldada Regeva (incydent w Zarit-Szetula) i Gilada Szalita, po II wojnie libańskiej.
- 3 maja 2007 – manifestacja 200 tys. ludzi protestujących po opublikowaniu wyników dochodzenia Komisji Winograda. Demonstranci wzywali premiera Ehuda Olmerta i Amir Pereca do dymisji.

### Stałe wydarzenia na placu
- Parada równości – każdego roku w czerwcu około 100 tys. ludzi uczestniczy w paradzie homoseksualistów. Demonstranci przechodzą do Parku Niepodległości, gdzie odbywają się przemówienia oraz występy artystów.
- Tydzień Książki Hebrajskiej – odbywa się każdego roku na początku czerwca. W 2001 ze względów bezpieczeństwa imprezę przeniesiono do centrum wystawowego Targi Izraela & Centrum Kongresowe. W 2003 przeniesiono do Parku Jarkon, następnie do Jerozolimy, aby w 2008 powrócić do Tel Awiwu.